# Mia (Vorname)
Mia ist ein weiblicher Vorname.

## Herkunft und Bedeutung
Für den Namen Mia kommen drei verschiedene Herleitungen in Frage:
- Diminutiv von Maria[1]
- Diminutiv von Namen mit der Endung -mia
- Variante von Mina

## Verbreitung

### International
Der Name Mia erfreut sich international großer Beliebtheit.
In den USA erlebte der Name zuerst in den 1960er Jahren einen Aufschwung. Während er sich im Jahr 1963 außerhalb der Top-1000 platzierte, erreichte er im Jahr 1965 bereits Rang 266 der Vornamenscharts. Seine Popularität sank daraufhin wieder, jedoch blieb der Name mäßig verbreitet. In den 1990er Jahren stieg er erneut auf und erreichte im Jahr 2000 die Liste der 100 meistvergebenen Mädchennamen. Seit 2009 platziert er sich in der Top-10 der Vornamenscharts. Im Jahr 2021 belegte er Rang 8 der Hitliste. In Kanada stieg Mia in den frühen 2000er Jahren in den Vornamenscharts auf. Im Jahr 2019 belegte er Rang 8 der Hitliste. Kurz nach der Jahrtausendwende wurde der Name in Puerto Rico populär, er befindet sich seitdem stets in den Top-100. Von 2010 bis 2013 belegte der Name dort sogar den 1. Rang. Im Jahr 2023 lag er auf Rang 11. Mia lag in Mexiko im Jahr 2021 auf Rang 61.
In Australien stieg der Name um die Jahrtausendwende rasch in der Top-100 der Vornamenscharts auf. Seit 2005 zählt er zu den 10 beliebtesten Mädchennamen, in den Jahren 2008 und 2014 erreichte er Rang 2 der Hitliste. Zuletzt belegte Mia Rang 6 der Vornamenscharts (Stand 2021). Ein ähnliches Bild zeigt sich in Neuseeland, wo der Name zuletzt auf Rang 11 der Hitliste stand.
Im Vereinigten Königreich nahm die Popularität des Namens in den vergangenen Jahren zu. Insbesondere in England und Wales ist er beliebt. Seit 1997 gehört er in diesen Landesteilen zur Top-100 der Vornamenscharts, seit 2002 zur Top-20. Im Jahr 2020 belegte er zum zweiten Mal in Folge Rang 5 der Hitliste. In Nordirland gehört Mia seit 2001 zu den 100 meistgewählten Mädchennamen. Zu einer Platzierung in der Top-10 reichte es bislang nicht. Zuletzt belegte der Name Rang 19 der Hitliste (Stand 2021). Ein ähnliches Bild zeigt sich in Schottland. Dort erreichte der Name jedoch im Jahr 2012 Rang 10 der Hitliste. Im Jahr 2021 belegte der Name den 18. Rang der Vornamenscharts.
In Irland stieg Mia im Jahr 2001 in die Top-100 der Vornamenscharts auf. Ein Jahr später erreichte der Name bereits eine Top-50-Platzierung. Mit Rang 6 erreichte er seine bislang höchste Platzierung im Jahr 2012, zuletzt stand er auf Rang 7 der Hitliste (Stand 2021).
Mia wird in den Niederlanden seit 1930 jährlich bei der Namenswahl berücksichtigt. In den 1930er und 1940er Jahren war der Name mäßig beliebt, danach ging seine Popularität zurück. Seit Mitte der 2000er Jahre erlebt er einen starken Aufwärtstrend. In den letzten Jahren pendelt er um Rang 30. Der Name erfreut sich auch in Belgien seit Ende der 2000er einer wachsenden Beliebtheit. Im Jahr 2022 lag er in den Top-10. In Frankreich wird der Name Mia seit den 2000er Jahren immer beliebter. Im Jahr 2021 platzierte er sich zum ersten Mal seit 2005 niedriger in den Vornamenscharts als im Vorjahr. Er stand dabei auf Rang 10 der Hitliste (2020: Rang 9).
In Spanien zählt Mia seit 2013 zu den 100 beliebtesten Mädchennamen und stieg seitdem in den Vornamenscharts auf. Im Jahr 2021 belegte er Rang 16 der Hitliste. Besonders in Katalonien ist der Name beliebt. Im Jahr 2020 stand er auf Rang 4 der Hitliste. Im Baskenland befindet sich der Name seit 2018 in den Top-50. Seit 2014 hat der Name in Galicien einen starken Aufwärtstrend, von den Top-50 stieg er in die Top-10. In Portugal pendelte der Name von 2012 bis 2018 zwischen Rang 64 und 76. Auch in Chile legte der Name in den vergangenen Jahren beständig an Popularität zu. Seit 2020 zählt er zu den 10 meistvergebenen Mädchennamen. Im Jahr 2021 belegte er in den Vornamenscharts den 5. Platz. In Argentinien belegte Mia im Jahr 2021 Rang 7 der Hitliste.
Der Name Mia ist in Italien seit 2012 dauerhaft in den beliebten Vornamen vertreten. In Kroatien hat sich der Name an der Spitze der Vornamenscharts etabliert. In Slowenien erreichte der Name Mia im Jahr 2001 die Hitliste der 100 beliebtesten Mädchennamen und nimmt seitdem an Popularität zu. Im Jahr 2021 belegte er zum dritten Mal in Folge Rang 3 der Hitliste. Der Name ist auch in Bosnien und Herzegowina populär, seit 2013 befindet er sich in den Top-30. Die beste Platzierung erzielte er im Jahr 2022 mit Rang 23.
In Ungarn wurde der Name Mitte der 2010er Jahre populär. Der Name erlebt in Polen seit 2000 einen starken Schub in seiner Beliebtheit. Im Jahr 2022 erreichte er die höchste Platzierung mit Rang 35. In Tschechien befand sich der Name ab 2005 in einem steilen Aufwärtstrend, der bis in die Top-60 führte. Auch in der Slowakei hat sich Mia seit 2011 stets in den Top-50 etabliert, seit 2020 befindet sich der Name sogar in den Top-10. Im Jahr 2020 belegte der Name in Estland Rang 2 und in Lettland Rang 17.
Der Name zählt auch in den skandinavischen Ländern Dänemark, Norwegen und Schweden zu den beliebten Mädchennamen. Wobei die Vergabe in Dänemark seit 1985 stetig rückläufig ist. In Norwegen befindet er sich aktuell in den Top-20 der Vornamenscharts. In Schweden war der Name besonders zwischen 1970 und 1989 populär.

### Deutscher Sprachraum
In Österreich erreichte der Name Mia im Jahr 2007 die Top-50 der Vornamenscharts. Seit 2013 zählt er zu den 10 meistgewählten Mädchennamen. Als höchste Platzierung erreichte er dabei im Jahr 2015 den 4. Rang der Hitliste. Zuletzt belegte er Rang 6 und wurde dabei an 1,4 % der neugeborenen Mädchen vergeben. Von 1984 bis 2022 wurden etwa 8.600 Mädchen so genannt.
In der Schweiz ist der Name mindestens seit den 1930er in der Namensgebung anzutreffen, jedoch war er bis zur Jahrtausendwende nur mäßig beliebt. Mit Rang 68 stieg Mia im Jahr 2002 in die Hitliste der 100 beliebtesten Mädchennamen ein. Seit 2009 zählt er zur Top-10 und stand seitdem fünfmal an der Spitze der Vornamenscharts, zuletzt im Jahr 2020 (Stand 2020). In den letzten 10 Jahren wurde er rund 7.300 Mal vergeben.
In Deutschland kommt Mia seit den 1990er Jahren regelmäßig vor. In den 2000er Jahren etablierte er sich unter den 100 beliebtesten Vornamen und stieg bis in die Top-10 auf. Nach der Statistik von Knud Bielefeld, die etwa 19 % der neugeborenen Kinder erfasst, erreichte der Name bereits im Jahr 2009 zum ersten Mal Rang 1 der Hitliste. Die GfdS, die etwa 90 % der Neugeburten erfasst, bezeugt für 2013 die erste Spitzenplatzierung. Zu beachten ist dabei, dass die GfdS erst seit 2013 zwischen Ruf- und Folgenamen unterscheidet. Im Jahr 2021 belegte Mia Rang 5 der Hitliste und wurde an 1,31 % der neugeborenen Mädchen vergeben. Dabei ist er vor allem in Nord- und Ostdeutschland beliebt.

## Varianten
- Dänisch: Mie, Mija, Miya
  - Diminutiv: Mi, My
- Deutsch: Mya
- Finnisch: Miia,  Mea
  - Diminutiv: Mi, My, Miiu
- Isländisch: Mía
- Norwegisch: Mie, Mija, Miya
  - Diminutiv: Mi, My
- Samisch: Miijá
- Schwedisch: Mija, Miya
  - Diminutiv: Mi, My
- Spanisch: Mía

Für weitere Varianten: siehe die jeweilige Vollform

## Namensträgerinnen
- Mia Aegerter (* 1976), Schweizer Pop-Sängerin und Schauspielerin
- Mia Audina (* 1979), indonesisch-niederländische Badmintonspielerin
- Mia Julia Brückner (* 1986), deutsche Sängerin und Pornodarstellerin
- Mia Diekow (* 1986), deutsche Synchronsprecherin und Sängerin
- Mia Farrow (* 1945), US-amerikanische Schauspielerin
- Mia Goth (* 1993), britische Schauspielerin
- Mia Hamm (* 1972), US-amerikanische Fußballspielerin
- Mia Hansen-Løve (* 1981 in Paris), französische Filmregisseurin, Drehbuchautorin und Schauspielerin
- Mia Khalifa (* 1993), libanesisch-US-amerikanische Pornodarstellerin
- Mia Kirshner (* 1975), kanadische Schauspielerin
- Mia Lehrer (* 1953), US-amerikanische Landschaftsarchitektin
- Mia Love (1975–2025), US-amerikanische Politikerin (Republikanische Partei)
- Mia Malkova (* 1992), US-amerikanische Pornodarstellerin
- Mia Manganello (* 1989), US-amerikanische Eisschnellläuferin
- Mia Martini (1947–1995), italienische Sängerin
- Mia May (1884–1980), österreichische Stummfilmschauspielerin
- Mia McKenna-Bruce (* 1997), britische Schauspielerin
- Mia Münster (1894–1970), deutsche Künstlerin
- Mia Nygren (* 1960), schwedisches Model und Schauspielerin
- Mia Sara (* 1967), US-amerikanische Schauspielerin
- Mia Threapleton (* 2000), britische Schauspielerin
- Mia Wasikowska (* 1989), australische Schauspielerin
- Mia Florentine Weiss, (* 1980), deutsche Performancekünstlerin
- Mia Zabelka (* 1963), österreichische Komponistin
- Mia Zschocke (* 1998), deutsche Handballspielerin

Künstlername
- M. I. A. (* 1975), englische Sängerin
- Mia Couto (* 1955), mosambikanischer Schriftsteller
- Pia Mia (* 1996), US-amerikanische Sängerin